# 阿兰·李 (插画家)
阿兰·李（英語：Alan Lee，1947年8月20日—）是一名英国的藝術家、图书和电影插画设计师，他出生于英格兰米德塞克斯，在伊灵艺术学院学习绘画。他最出名的是托尔金奇幻小说启发的艺术作品，以及他为彼得·杰克逊改编的托尔金电影、指环王和霍比特人电影系列的概念设计工作。

## 早年生活和教育
阿兰·李出生于英国米德尔塞克斯，曾就读于伊灵艺术学院。
截至2007年，阿兰·李和妻子，还有两个孩子住在英格兰德文郡达特穆尔区查格福德镇。

## 插画
阿兰·李给不少奇幻小说设计过插画，包括一些非小说作品，他还画了几十个作品的封面。这些作品里，最著名的是几部J·R·R·托尔金的作品，包括1991年的托尔金百周年诞辰纪念版《魔戒》、1995年版的《哈比人历险记》、2017年的《貝倫與露西安》，还有2007年第一个版本的《胡林的子女》，后者的数据在WorldCat数据库能查询到。

其他他绘制插画的作品包括：
- Faeries（和Brian Froud（英语：Brian Froud）共同创作）;
- Robert Holdstock（英语：Robert Holdstock）的Lavondyss（英语：Lavondyss），包括该书更早一个版本的封面；
- 两个版本的《马比诺吉昂》；
- David Day（英语：David Day）的Castles和《托尔金之戒》；
- Michael Palin的The Mirrorstone；[8]
- Joan Aiken的《月亮的复仇》（The Moon's Revenge）；
- Peter Dickinson（英语：Peter Dickinson）的Merlin Dreams；[3][4]
- 为改编的经典作品创作的插画，其中之一是Rosemary Sutcliff（英语：Rosemary Sutcliff）改编的《伊利亚特》和《奥德赛》，作品名称分别是Black Ships Before Troy（英语：Black Ships Before Troy） (Oxford, 1993)和The Wanderings of Odysseus(Frances Lincoln, 1995)，另一个是Adrian Mitchell（英语：Adrian Mitchell）改编的奥维德的《变形记》，作品名称是Shapeshifters (Frances Lincoln, 2009)；[9]
- 给1983年企鹅版本的马温·皮克的Gormenghast（英语：Gormenghast (series)）三部曲唱片画的封面；[3][4]
- 给荷兰乐队Omnia（英语：Omnia） 2007年8月3日在Castlefest（英语：Castlefest）音乐节发行的唱片Alive!创作的封面；[4]

水彩和素描，是阿兰·李作品中常见的表现手法。

## 电影

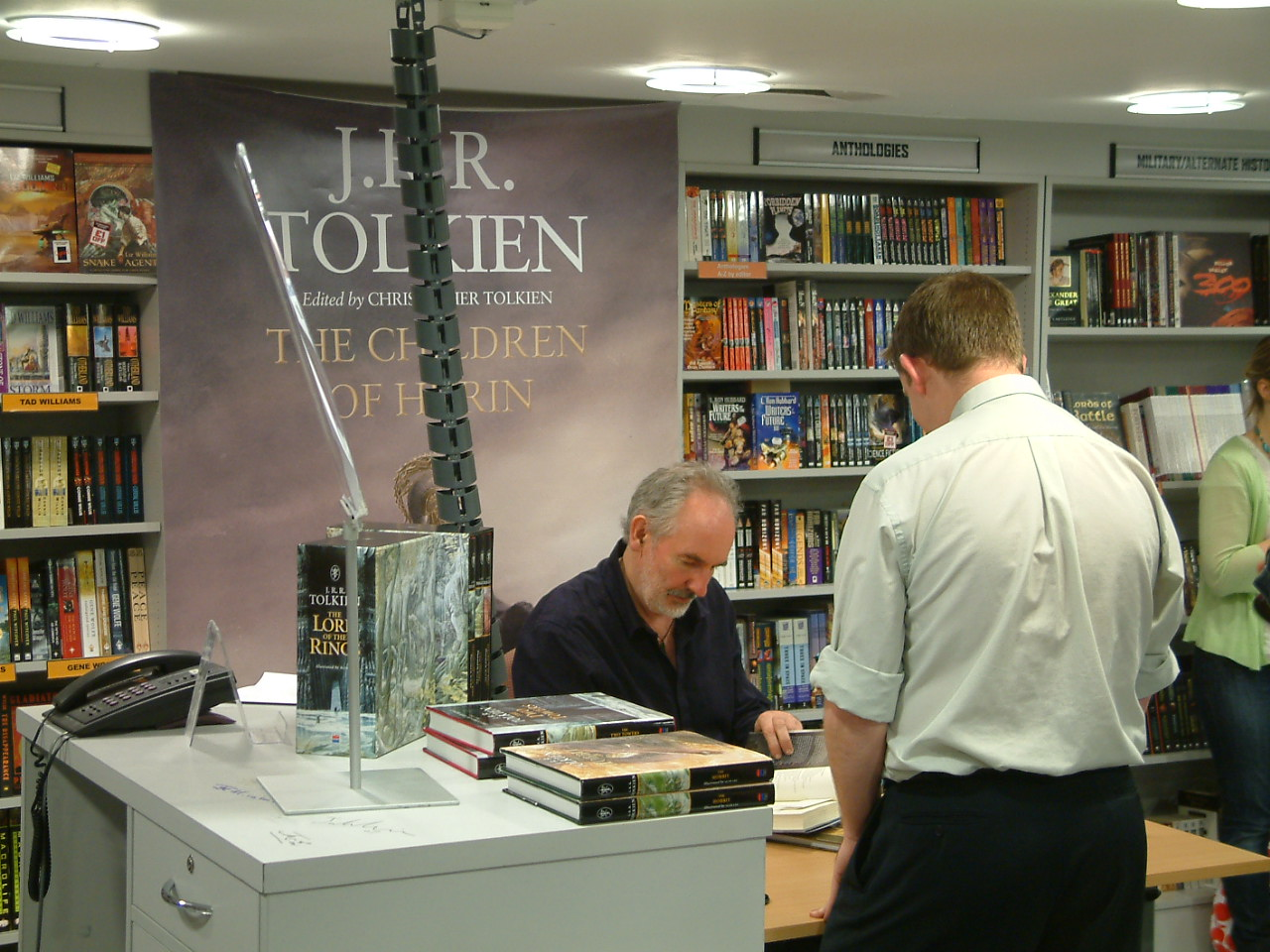
阿兰·李在《胡林的子女》簽書會上，2005年於英國倫敦。

阿兰·李和约翰·豪是彼得·杰克逊的《魔戒电影三部曲》的概念艺术家团队之首，并被《霍比特人電影系列》最早指定的导演吉尔摩·德尔·托罗选定为影片的概念设计师，以保持影片风格和魔戒电影三部曲的统一。在《指环王：护戒使者》的扩展版DVD收录的一个记录片采访片段中，彼得·杰克逊提到了他如何联系到隐居英格兰南部家乡的阿兰·李：他给阿兰·李快递一个包裹，内有自己之前两部电影作品，Forgotten Silver和Heavenly Creatures，并附上自己和法兰·華許的邀请函，然后派人跟踪包裹的邮寄路线，从而找到阿兰·李。阿兰·李对影片产生了兴趣，从而加入了魔戒的制作团队。在魔戒電影拍攝期間的六年之內，阿兰·李創作了超過2500幅速寫，為特效鏡頭畫了數百幅數位繪製的效果設計圖，设计甚至协助建造了影片里很多布景和演员使用的武器和道具。他还在電影的两个场景里有两次客串，一次是在护戒使者的序幕里，扮演人类九个皇帝之一；另一次是在三部曲的第二部《指环王：双塔奇兵》，圣盔谷之战爆發前，扮演聖盔谷武器室里的一个洛汗士兵，當蒙坦森扮演的阿拉贡和莱戈拉斯使用精灵语交谈时，他和丹·漢納就站在蒙坦森的后面。
阿兰·李还担任过电影传奇、维京人埃里克、金刚和电影梅林传奇的概念艺术家。
他和Brian Froud合作的插画作品Faeries，被改编成1981年的同名长篇动画电影。
《魔戒电影三部曲》完成后两年，阿兰·李把为该片所作的概念设计素描收集成一本192页的画集，书名為《The Lord of the Rings Sketchbook》，由 HarperCollins于2005年发行。导演彼得·杰克逊曾提到：“他为影片设计的概念艺术，和我所期望的影片风格完全一致。”2015年該書的中文版本《紙上中洲：阿兰·李的〈魔戒〉素描集》於中國大陸出版。
阿兰·李和同伴约翰·豪，还在为2012年12月14日在新西兰惠灵顿首映的《霍比特人电影三部曲》的第二和第三部进行概念设计和布景装饰。他和约翰·豪一起在《哈比人：荒谷惡龍》裡客串扮演長湖鎮的樂師。

## 荣誉
因为1978年和Brian Froud合作的插画作品Faeries，阿兰·李获得科幻和奇幻界軌跡獎的最佳艺术和插画类图书奖第二名。
1988年，因为为彼得·迪金森的Merlin Dreams设计插画，阿兰·李赢得了切斯利奖年度最佳室内绘画奖，并被推荐为格林威奖银奖。他还因为该年度的最佳单幅绘画作品，获得了BSFA最佳艺术作品奖。
5年后，阿兰·李获得了英國圖書館與資訊專業學會颁发的凯特·格林威奖，表彰该年英籍人士创作的最佳少儿图书插画设计，该书是Rosemary Sutcliff所著的Black Ships Before Troy，是特洛伊战争故事的一个版本。
因为托尔金1937年的经典小说《哈比人历险记》的六十周年纪念版，阿兰·李第二次获得切斯利奖最佳室内绘画奖。截至2011年，他总共8次入围切斯利奖决赛阶段。
1998年的世界奇幻大会上，阿兰·李因为当年的作品，获得了世界奇幻奖年度最佳艺术家称号。
2000年，他被评选为Spectrum Award的奇幻艺术大师。
2003年，因为在魔戒电影中的工作，阿兰·李、格蘭特·馬傑伊和丹·漢納一起获得了2004年第76届奥斯卡金像奖的最佳艺术指导奖项。

## 注解
1. ↑  
目前，格林威奖章候选名单通常有八部作品，根据CCSU，一些银奖获得者是受推荐的（1959年引入），或者受极力推荐的（1974年引入），截至2002年，29年间，总共有31个受极力推荐的获奖者，包括1988年的阿兰·李和另外两个艺术家。